# ロドリゴ・バタグリア
ロドリゴ・バタグリア（Rodrigo Battaglia，1991年7月12日 - ）は、アルゼンチン・ブエノスアイレス州モロン出身のサッカー選手。アトレチコ・ミネイロ所属。ポジションはMF。

## クラブ経歴
2014年1月、SCブラガに移籍した。その後2シーズンはポルトガルの他クラブにローン移籍した。
2018年5月15日、スポルティングCPの選手はサポーターの襲撃に遭う。ジェルソン・マルティンスやルイ・パトリシオら主力が退団する中、バタグリアは残留した。
2020年8月27日、デポルティーボ・アラベスに1シーズンのローン移籍が発表された。アラベスではリーグ戦32試合に出場し、1ゴールを記録するなどアラベスの1部残留に大きく大きく貢献した。
2021年8月12日、ラ・リーガに2シーズンぶりに復帰したRCDマジョルカへの1シーズンのレンタル移籍が決まった。2022年7月29日に完全移籍。
2023年4月1日、アトレチコ・ミネイロへの移籍が合意したことが発表された。

## 代表経歴
2018年9月11日、コロンビア代表戦でアルゼンチン代表デビューを果たした。

## タイトル
スポルティングCP
- タッサ・ダ・リーガ：2017-18, 2018-19
- タッサ・デ・ポルトガル：2018-19